# G.A. van Haeften
Gerardus Antonius van Haeften (Breda, 9 juli 1862 - Den Haag, 9 maart 1934) was een Nederlands topmilitair, die het bracht tot inspecteur van het wapen der Koninklijke Marechaussee in de rang van generaal-majoor.
Hij studeerde aan de Koninklijke Militaire Academie (KMA) in Breda, waarna hij de luitenantrangen  doorliep bij de vesting- en veldartillerie. In 1894 volgde overplaatsing naar de 3e Divisie van de Koninklijke Marechaussee, waar hij in 1909 tot Inspecteur in de rang van luitenant-kolonel werd benoemd. In 1911 volgde zijn bevordering tot kolonel.

## Assertiviteit
De militair Van Haeften was een sterke  persoonlijkheid, die zijn ideeën niet onder stoelen of banken stak. Hij zette ze ook op papier en publiceerde in 1913 Het beheer, de belangen en de dienst der Koninklijke Marechaussee met als ondertitel Eene studie. Tijdens de mobilisatiejaren van 1914 tot 1918 was er in neutraal Nederland een onovertroffen hoeveelheid mannen onder de wapenen, waarop toezicht moest worden gehouden. Van Haeften verzette zich krachtig tegen door Justitieminister Theo Heemskerk gesteunde voorstellen om hiervoor het wapen der Marechaussee flink uit te breiden. Hij vreesde van uitbreiding kwaliteitsverlies van de Marechaussee en weigerde mee te werken aan uitwerking van die plannen.
Als compromis bereikte Van Haeften in 1919 de oprichting het nieuwe Korps Politietroepen, dat met deeltaken van de Marechaussee, zoals o.a. grensbewaking werd belast. Zijn grip op dit nieuwe korps wist h Van Haeften  te behouden door aanstelling van een Marechausseeofficier tot Korpscommandant.
Van Haeften werd op 1 januari 1923 eervol uit de militaire dienst ontslagen en opgevolgd door kolonel P. van Oort.

## Trivia
In 1911 werd de bewaking van het Paleis Het Loo in handen gelegd van de Koninklijke Marechaussee. De nieuw gebouwde kazerne voor huisvesting van de manschappen werd vernoemd naar Van Haeften, de eerste inspecteur van het wapen der Koninklijke Marechaussee. Het gebouw aan de Zwolseweg in Apeldoorn wordt wisselend aangeduid als "Generaal Van Haeftenkazerne", dan wel "Van Haeftenkazerne". Later is de vernoeming uitgebreid tot het aansluitende woongebied tot Van Haeftenpark.